# Николай Кардашев
Николай Семьонович Кардашев (на руски: Никола́й Семёнович Кардашёв) е съветски и руски астрофизик.

## Биография
Кардашев е роден в Москва в семейство на професионални революционери, свързани с болшевишката партия. Родителите му са Семьон Карлович Брике и Нина Николаевна Кардашева; баща му е важен член на партията, а майка му също се присъединява преди Октомврийската революция през 1917 г. И двамата му родители са арестувани по време на Голямата чистка от 1937 и 1938 г. Баща му в крайна сметка е застрелян, а майка му е изпратена в трудови лагери, където прекарва много години. Поради отсъствието на родителите си Николай Кардашев е изпратен в сиропиталище, от което след много усилия е взет от сестрата на майка му. Леля му умира по време на Втората световна война, когато Николай е на 16 години и той остава да живее сам в голям комунален апартамент. Майка му е освободена едва през 1956 г., по това време Николай е завършил университет.
Учи в Московския държавен университет в астрономическия отдел на Механо-математическия факултет. Тук той концентрира своите изследвания и интереси в радиоастрономията, тема, която е нова и развиваща се за времето си.
Кардашев се присъединява към Института за космически изследвания (ИКИ) на Академията на науките на СССР през 1967 г. През 1977 г. става заместник-директор на ИКИ. По време на разпадането на СССР Николай става директор на Астрокосмическия център на Физическия институт „Лебедев“. През 1978 г. Кардашев започва проект, известен като космическа мисия РадиоАстрон. Тази мисия продължава повече от 30 години, до 2011 г., когато най-накрая е изстрелян космически кораб. Мисията РадиоАстрон е важна за съвременната наблюдателна астрофизика.
През 1964 г. той предлага това, което става известно като скала на Кардашев, идеята за измерване на степента на технологичен напредък на една цивилизация въз основа на количеството енергия, което тя може да използва. Той също така предлагамного дълга базова интерферометрия (VLBI), която заменя конвенционалните радиопреносни линии със записи на магнитна лента; демонстрирана е за първи път през 1967 г.

## Награди и отличия
През 1980 г. той споделя Държавната награда на СССР за разработката и експериментите с орбиталния радиотелескоп КРТ-10, а през 1988 г. той споделя Държавната награда на СССР за откриването на радиорекомбинационните линии. През 2012 г. Кардашев получава златен медал Grote Reber за новаторски принос в радиоастрономията.
Кардашев умира на 3 август 2019 г. на 87-годишна възраст.

## Публикации
- Kardashev, Nikolai. "On the Inevitability and the Possible Structures of Supercivilizations" in "The search for extraterrestrial life: Recent developments; Proceedings of the Symposium, Boston, MA, June 18–21, 1984" //  The Search for Extraterrestrial Life: Recent Developments 112.   1985. DOI:10.1007/978-94-009-5462-5_65. с. 497 – 504.
- 1963 – дисертация за кандидат на науките, по-късно преработена в докторска теза.[3]
- 1964 – “Предаване на информация от извънземни цивилизации”, който представя класификация на цивилизациите въз основа на степента на енергийно потребление (скала на Кардашев).[3]